# Contea di Lynn
La contea di Lynn in inglese Lynn County è una contea dello Stato del Texas, negli Stati Uniti. La popolazione al censimento del 2010 era di 5 915 abitanti. Il capoluogo di contea è Tahoka. È stata creata nel 1876 ed successivamente organizzata nel 1903.
Il nome della contea deriva da William Lynn, soldato della rivoluzione texana, proveniente dal Massachusetts, che si crede sia morto difendendo Alamo.

## Geografia fisica
| Anno | Popolazione | ±%       |
| ---- | ----------- | -------- |
| 1880 | 9           | Note:    |
| 1890 | 24          | 166.7%   |
| 1900 | 17          | −29.2%   |
| 1910 | 1,713       | 9,976.5% |
| 1920 | 4,751       | 177.3%   |
| 1930 | 12,372      | 160.4%   |
| 1940 | 11,931      | −3.6%    |
| 1950 | 11,030      | −7.6%    |
| 1960 | 10,914      | −1.1%    |
| 1970 | 9,107       | −16.6%   |
| 1980 | 8,605       | −5.5%    |
| 1990 | 6,758       | −21.5%   |
| 2000 | 6,550       | −3.1%    |
| 2010 | 5,915       | −9.7%    |

Secondo l'Ufficio del censimento degli Stati Uniti d'America la contea ha un'area totale di 893 miglia quadrate (2310 km²), di cui 892 miglia quadrate (2310 km²) sono terra, mentre 1,6 miglia quadrate (4,1 km², corrispondenti allo 0,2% del territorio) sono costituiti dall'acqua.

### Strade principali
- U.S. Highway 84
- U.S. Highway 87
- U.S. Highway 380

### Contee adiacenti
- Lubbock County (nord)
- Garza County (est)
- Borden County (sud-est)
- Dawson County (sud)
- Terry County (ovest)
- Hockley County (nord-ovest)